# Euchária Preta
Euchária Preta es un cultivar de higuera tipo Smyrna Ficus carica unífera es decir una sola cosecha por temporada, los higos de otoño, de piel con color de fondo púrpura y sobre color de bandas regulares verdes. Se cultivan principalmente en el Algarve (Portugal), de muy buena calidad tanto para higo fresco, como para higo seco paso aunque el color de la pulpa demasiado oscuro.

## Sinonimias
- „Castelhana Preta“,[4][5]
- „Euchário Preto“,
- „Inchário Preto“.[6]

## Historia
El cultivo extensivo de las higueras era tradicional en Portugal, especialmente en las regiones del Algarve, Moura, Torres Novas y Mirandela. Se cosechaban los llamados « "figos vindimos" », que tenían como destino el mercado de los higos secos, para el consumo humano o industrial, pero también para la alimentación de los animales,
Era un higueral de baja densidad, entre 100 y 150 higueras por hectárea, con árboles de gran porte, baja productividad y mucha mano de obra. Todo esto, unido a la fuerte competencia de los higos provenientes del norte de África y Turquía, provocó un progresivo abandono de este cultivo.
Hoy día se está recuperando, pero orientada la producción para su consumo en fresco, imponiéndose variedades más productivas adaptadas a las exigencias y gustos del mercado, aumentando las densidades de plantación e incluso aportando la posibilidad de riego. La producción de higos para el mercado de fruta fresca tiene dos épocas distintas de producción. Una en mayo, junio y julio, que es la época de los « "figos lampos" » (brevas); y otra en agosto y septiembre, hasta las primeras lluvias, que es la época de los « "figos vindimos" » (higos).
La variedad 'Euchária Preta' según declara Mello Leotte (1901), y
descripción con ilustraciones de Bobone (1932). El primero declara que la palabra
« “euchário” » deriva de la palabra arcaica « “eucha” », “pecho,” y « “caixa” » “caja”; i.e., “pecho en caja.” También le da a la variedad 'Euchário Branco' como sinónimo; pero Bobone señala distinciones en el tamaño, color y sabor. Ambos requieren "caprificación" y solo producen una sola cosecha (higos). De acuerdo a Mello Leotte, estos higos, madurados adecuadamente, no tienen rival en calidad, y alcanzan altos precios en el mercado.

## Características
La higuera 'Euchária Preta' es una variedad unífera, del tipo Smyrna. Los árboles 'Euchária Preta' son árboles de porte semierecto, con tendencia a formar vástagos en el pie, de raíz media. Árbol de vigor medio; conos radicíferos pocos posicionados sobre el tronco y muy salientes; ramas con porte semi erecto, con tendencia a curvarse; color de la epidermis del tronco cenicienta; yema terminal de tamaño medio y forma cónica, con el color de las escamas verde claro.
Las hojas tienen el limbo con un largo de 19,9 cm y un ancho de 20,1 cm de promedio, con una relación largo/ancho media (0,99); pilosidad poca tanto en el haz como en el envés, brillo del haz medio, y color verde en el envés con un tono un poco más claro que en el haz; predominancia mayoritaria de 3 lóbulos en las hojas, forma de los lóbulos latata, margen serrado, forma de la base sagitata; peciolo de tamaño medio (9,2 cm) y de color verde claro.
El fruto se forma generalmente después de la polinización por Blastophaga psenes produciendo una cosecha de higos de tamaño medio, tienen forma oblonga, no simétrico; estrias medias con tamaño del ostiolo grande, abertura ostiolar presente, gota ostiolar ausente, escamas ostiolares pequeñas, color de las escamas ostiolares del mismo color que la piel del fruto; grietas de la piel mínimas, brillo de la piel presente, tamaño de las lenticelas medias, pilosidad del fruto ausente, su epidermis tiene color de fondo púrpura y sobre color de bandas regulares verdes, textura de la piel media; color del receptáculo (mesocarpio) blanco, color de la pulpa rojo oscuro; suculencia de la pulpa alta, cavidad interna muy pequeña o ausente, numerosos aquenios de tamaño medio y de sabor muy bueno; frutos de calidad resistentes a la manipulación, peso promedio 56,9 gr, con un números de frutos por medio. Maduran precozmente.
Según Ira J. Condit indica que tanto 'Castelhana Branca' como 'Castelhana Preta' son sinónimos de 'Inchário' ('Euchário' según Condit), pero estas son variedades diferentes, tanto blancas como negras. Estos son dos tipos smyrna de Portugal.

## Cultivo
'Euchária Preta' se trata de una variedad muy adaptada al cultivo de secano. Muy cultivado en el Algarve (Portugal) en las localidades de Alcantarilha y Silves. Cuando están madurados adecuadamente no tienen rival en calidad, y alcanzan altos precios en el mercado,
Se cultivan para su consumo como higo fresco y también producen unos excelentes higos pasos secos aunque difiere de otros pasos en que tienen una pulpa muy oscura.